# 杯子的秘密
《杯子的秘密》是一部在2018年11月14日于新浪微博发布的纪实性短片，以摄影机记录了中国大陆若干五星级酒店的房间清扫之不规范行为，包括以使用过的毛巾对杯具等进行擦拭。
这一曝光事件也被部分媒体称作“毛巾门”或“卫生门”。该片发布后引起广泛讨论，官媒亦加入讨论；视频素材拍摄者“花总丢了金箍棒”遭遇身份信息泄露与死亡威胁。

## 内容
《杯子的秘密》全片正片部分没有现场声或旁白，仅用古典乐进行伴奏；以简体中文字幕进行说明。标题画面标注“拍摄设备已在退房时拆除”。画面中客房服务员的面部，均以黑色圆形块进行遮挡。
最终画面说明，酒店管理集团除了有自己的客房清洁及卫生标准外，中国大陆的管理部门亦出台有《旅业客房杯具洗消操作规程》。作者指出客房杯具的清洗、消毒环节，整个环节接近沦陷；但作为例外，厦门五缘湾凯悦酒店与西湖国宾馆均已落实相关规程。
片尾彩蛋为导演“花总丢了金箍棒”（简称“花总”）本人原声“老板、老板、老板，你这里有卖纸杯吗？一次性的纸杯”，讽谕五星级酒店杯子不干净，客人需要自备纸杯更安心。

### 涉及酒店
正片共出现14家酒店的客房清洁画面，均为中国大陆营业之五星级酒店。
| 出现时刻（分秒） | 酒店名称               | 标称隶属集团       | 标称参考房价 | 画面涉及问题                                                         |
| ---------------- | ---------------------- | ------------------ | ------------ | -------------------------------------------------------------------- |
| 00:15            | 北京康莱德酒店         | 希尔顿集团         | 1800元/晚    | 脏浴巾擦拭口杯、洗手盆 脏抹布擦拭咖啡杯                              |
| 01:12            | 北京柏悦酒店           | 凯悦集团           | 2000元/晚    | 脏毛巾擦杯具、餐具 工作服擦拭杯具                                    |
| 01:38            | 福州香格里拉酒店       | 香格里拉集团       | 2000元/晚    | 客用方巾擦拭洗手台与杯具                                             |
| 01:56            | 贵阳贵航喜来登酒店     | 万豪集团           | 1600元/晚    | 脏浴巾擦拭杯具                                                       |
| 02:13            | 南昌喜来登酒店         | 万豪集团           | 1100元/晚    | 同抹布擦镜面、洗手池、坐便器、浴室及杯具                             |
| 02:58            | 上海宝格丽酒店         | 万豪集团           | 4500元/晚    | 从垃圾桶回收一次性杯盖，重复使用 客用方巾擦拭洗手台与杯具            |
| 04:33            | 上海四季酒店           | 四季集团           | 2000元/晚    | 清理浴室的海绵混用于洗手台与杯具 脏毛巾擦拭台面与杯具                |
| 05:24            | 上海浦东文华东方酒店   | 文华东方酒店       | 2800元/晚    | 脏毛巾擦拭台面与杯具 客用方巾、浴巾擦窗台、地面和洗手台              |
| 06:29            | 上海世茂皇家艾美酒店   | 万豪集团           | 1600元/晚    | 浴巾擦拭坐便器 同工具箱放置马桶刷与抹布 同抹布擦杯具、洗手池与坐便器 |
| 07:29            | 上海璞丽酒店           | 立鼎世集团         | 2700元/晚    | 同抹布擦杯具、洗手池、浴室、坐便器                                   |
| 08:20            | 上海浦东丽思卡尔顿酒店 | 万豪集团           | 3000元/晚    | 洗发水泡杯具 浴巾擦浴室玻璃与地板 混用脏毛巾与抹布擦洗手台与杯具     |
| 09:35            | 上海外滩华尔道夫酒店   | 希尔顿集团         | 2600元/晚    | 同海绵清晰洗手盆、杯具、坐便器 脏浴巾擦洗手盆与杯具                  |
| 10:20            | 北京颐和安缦酒店       | 安缦酒店           | 5000元/晚    | 混用脏毛巾、抹布擦杯具与镜面                                         |
| 10:53            | 北京王府半岛酒店       | 香港上海大酒店公司 | 2300元/晚    | 脏毛巾擦杯具、洗手池                                                 |

- 14间酒店中的7间位于上海，4间位于北京，属于中国大陆民间认定的一线城市范畴。
- 其余3间酒店所在的福州、南昌、贵阳则属于省会城市范畴，通常也是该省区经济发达城市。

## 制作
花总在采访中透露，拍摄本片素材的直接原因在于一次碰面，2017年时他回房偶遇清洁人员（作业中，但未标识），正在用其曾擦过脚浴巾擦拭杯子，产生了心理阴影。于是萌生了隐秘拍摄的想法，看看究竟洗消流程如何处理杯子。
随着拍摄素材增多，他发现这是全行业共通的问题，于是想着做成短片，集中曝光该问题。为制作本短片，花总录制了三十余家酒店，最后选择其中14家片段；挑选的一点在于其名气大且价格贵，在顾客心中是酒店行业的标杆。
制作过程为保证录制顺利，往往选用连续两天住酒店，但之后发现，只要开机，就会录制到不规范清洁的画面；且即便经过反映，仍然不会改进。

## 影响

### 酒店集团回应
在该片发出的24小时内，其中涉事的14家酒店，除上海璞丽酒店与上海宝格丽酒店，有12家进行了回应，其中北京王府半岛酒店否认该情况。至16日下午3时，最后一家的上海璞丽酒店才做出回应。
| 回应时间   | 回应主体名称           | 回应内容                                                                 |
| ---------- | ---------------------- | ------------------------------------------------------------------------ |
| 2018-11-14 | 福州香格里拉酒店       | 会告知相关部门尽快了解情况。                                             |
| 2018-11-14 | 北京康莱德酒店         | 正在进行了解核查                                                         |
| 2018-11-14 | 上海四季酒店           | 不会出现视频中的情况。                                                   |
| 2018-11-14 | 上海浦东丽思卡尔顿酒店 | 按照酒店标准，应当消毒，不应出现视频中情况。                             |
| 2018-11-14 | 南昌喜来登酒店         | 应该对杯子做一次消毒。                                                   |
| 2018-11-15 | 福州香格里拉酒店       | 视频内容不符合服务品质，为此致歉。采取行动、加强管理。                   |
| 2018-11-15 | 北京康莱德酒店         | 对视频提及的现象深表歉意。已采取行动、全面调查。                         |
| 2018-11-15 | 北京颐和安缦酒店       | 对视频提及的现象深表歉意。已开展自查，未来会做出整改。                   |
| 2018-11-15 | 北京王府半岛酒店       | 委婉否认视频真实性。将重点进行自查，加强管理。                           |
| 2018-11-15 | 上海文华东方酒店       | 对视频提及的现象深表歉意。已进行内部调查，并采取适当行动与措施。         |
| 2018-11-15 | 上海外滩华尔道夫酒店   | 对视频提及的现象深表歉意。已采取行动、全面调查。                         |
| 2018-11-15 | 上海世茂皇家艾美酒店   | 自查发现存在未达标打扫情况，表示歉意。                                   |
| 2018-11-15 | 贵阳喜来登贵航酒店     | 表示歉意。开展自查。进行针对培训，未来配合主管部门。                     |
| 2018-11-15 | 南昌喜来登酒店         | 视频内容无法代表酒店日常标准。已开展自查。对有员工未按标准进行打扫致歉。 |
| 2018-11-16 | 上海宝格丽酒店         | 抱歉。调查、行动。                                                       |
| 2018-11-16 | 上海璞丽酒店           | 进行了调查，道歉。                                                       |
| 2018-11-16 | 北京王府半岛酒店       | 道歉，但表述为“对此次事件造成的纷扰表示歉意”。                           |

- 北京王府半岛酒店发布声明，其杯具ATP检测为0，随后被网友质疑，果壳网微博发布文章《酒店杯子微生物检测为0，能证明它的卫生合格吗？》，指出“ATP荧光微生物检测”具有限定条件，国际通行的标准测定方法是琼脂平板培养，需要实验室环境进行，并进行对比[12]。王府半岛酒店随后撤回声明。
- 北京王府半岛酒店为14家酒店中最晚道歉的；其在16日下午上海璞丽酒店最终回应后的16日晚间，才发布公告，且表述为“对此次事件造成的纷扰表示歉意”[3]。
- 福州香格里拉酒店是14家酒店中，最先回应，且最早承认视频真实性并致歉的[3]。
- 短片结尾提及未发现卫生乱象的西湖国宾馆意外爆红，采访众多，然而负责人低调表示，「杯具统一洗消，按标准做足矣」[13]。

### 行业监管部门回应
酒店旅馆行业涉及多个管理部门，如旅游、卫生、工商等。短片发布引起波澜后，各地监管部门也进行了表态。
南昌
江西南昌红谷滩公共卫生服务中心确认对南昌喜来登酒店进行调查，仅发现部门工作人员情节不规范，做出2000元罚款处理。
北京
11月15日，北京市旅游委约谈北京地区涉事4家酒店。
11月16日，北京市卫生监督所下属区一级卫生监督机构，配合酒店方面，完成了ATP示数为0的检测。
“0示数”的检测结果引起了广泛讨论与质疑，王府半岛酒店也撤回了一度发出的公告；北京市卫生监督所虽声称“杯具检测结果将公示”，但该数据迟迟无法公布。
上海
福州
11月15日，福州市旅游发展委员会表示，将向文化和旅游部及福建省文化和旅游厅提出，重新对福州香格里拉酒店星级评级。
处罚情况汇总
| 涉事酒店               | 处罚情况                                                   |
| ---------------------- | ---------------------------------------------------------- |
| 北京柏悦酒店           | 罚款2000元                                                 |
| 北京颐和安缦酒店       | 罚款15000元                                                |
| 北京王府半岛酒店       | 罚款2000元                                                 |
| 北京康莱德酒店         | 罚款2000元                                                 |
| 上海世茂皇家艾美酒店   | 罚款2000元                                                 |
| 上海外滩华尔道夫酒店   | 罚款2000元                                                 |
| 上海四季酒店           | 罚款2000元                                                 |
| 上海浦东文华东方酒店   | 罚款2000元                                                 |
| 上海浦东丽思卡尔顿酒店 | 罚款2000元                                                 |
| 上海宝格丽酒店         | 罚款2000元                                                 |
| 上海璞丽酒店           | 罚款2000元                                                 |
| 福州香格里拉酒店       | 罚款2000元                                                 |
| 南昌喜来登酒店         | 罚款2000元                                                 |
| 贵阳喜来登贵航酒店     | 初裁定罚款20000元， 酒店方不服提出听证，后续维持两万元处罚 |

### 媒体
中国大陆媒体对该片反映之问题给予较高关注。
- 中国大陆官媒代表，人民日报在11月23日于人民时评栏目发表文章《“星级服务”当有“星级品质”》[4]，定调“让违规者付出代价”。
- 广州日报指出，该片有望成为一个推动酒店业修正积弊的由头[19]。
- 新京报指出搞不好卫生，又保护不好用户隐私，酒店业亟需整改[20]。
- 也有媒体回想收录了美国酒店业曝光情况，展现“外国也有”的业态[21]。广州日报针对这类疑似水军的言论指，「隐喻“天下乌鸦”」。

相较于中国大陆媒体的委婉批评，英文媒体这方面不吝辞色。英国每日邮报称视频 冲击性的片段（英語：Shocking clip）；小报每日快报（英語：Daily Express）直言不讳以“令人恶心的”（英語：disgusting footage）与“病态的”（英語：viral）形容该片反映之问题；香港南华早报指该片掀起了关于酒店卫生的恐惧（英語：blows up a storm with video of hotel hygiene horrors）。
此外，中文维基百科的部分相关酒店条目，也随本片推出而更新了相关内容；但在12月出现了新注册用户，专门用于移除酒店页面该负面内容。

### 曝光者的遭遇
素材拍摄者“花总”曾参与社会事件，如富士康员工自杀调查、官员鉴表（与官员合法收入不匹配的高价值手表）、揭露山寨奢侈品协会等，一度得罪相关利益集团，人身安全受到影响，而驱使离家往返于各酒店之间。
在2018年11月14日，于新浪微博平台发布了视频后，花总遭遇了：
1. 身份信息泄露，护照信息流传
2. 遭遇死亡威胁

一个月后的12月18日，花总发表《一些想说的话》，重申了查明信息泄露源头的立场。
身份信息泄露
2018年11月16日，花总微博称，疑似贵阳汉唐希尔顿花园酒店的微信群聊，有工作人员泄露其护照信息。同日晚间，贵阳汉唐希尔顿花园酒店官方微博就此事道歉。
2018年11月17日，花总微博指出，自己护照信息遭遇IHG泄露，并附上微信群聊截图；当晚，洲际酒店集团确认该情况，但表示为员工个人行为，且否认身份信息来源为本公司流出。
11月底，花总代理律师向这两家酒店寄出了律师函；12月11日，花总追加悬赏人民币十万征集有效线索。
2018年12月30日，深圳市龙华公安分局对该事件立案，并对传播身份信息的深圳豪派特华美达广场酒店总经理彭某以《中华人民共和国治安管理处罚法》为依据，处以行政拘留七日、罚款500元。
死亡威胁
花总本人在新浪微博的账号私信中，收到了死亡威胁。
新京报与腾讯视频的栏目《紧急呼叫》，在12月23日播出了采访，同日，花总也在新浪微博平台宣布警方已经锁定死亡威胁发送方，为辽宁陈某，为某高校二年级学生。

## 发行与评价
花总将本片于新浪微博平台，在2018年11月14日进行发布，随后由媒体及网友进行了转发，在中国大陆无法访问的Youtube网站也有上传。这种行为使得事实统计本片播放量变得不切实际，每日邮报在次日推测播放量达到两千万，每日快报在发布的两日后宣称播放量超过三千万。在12月23日，新京报旗下“我们视频”的采访直播中，提及播放量超过一亿。
作为一部关于酒店旅馆业题材的纪实性短片，其揭露的问题更具有大众意义，也因此使得评价更集中于其所指的问题上。
- 英国每日邮报下属MailOnline（英语：MailOnline）的 Kelsey Cheng 形容为冲击性的片段（英語：Shocking clip）[22]。
- 香港南华早报撰稿人 Phoebe Zhang 称该片掀起了关于酒店卫生的恐惧（英語：blows up a storm with video of hotel hygiene horrors）[24]。
- 英国小报每日快报（英語：Daily Express）的 Harriet Mallinson 以“令人恶心的”（英語：disgusting footage）与“病态的”（英語：viral）形容该片反映之问题[23]。
- 广州日报指出，该片有望成为推动酒店业改革的契机[19]。